# Margański & Mysłowski Zakłady Lotnicze

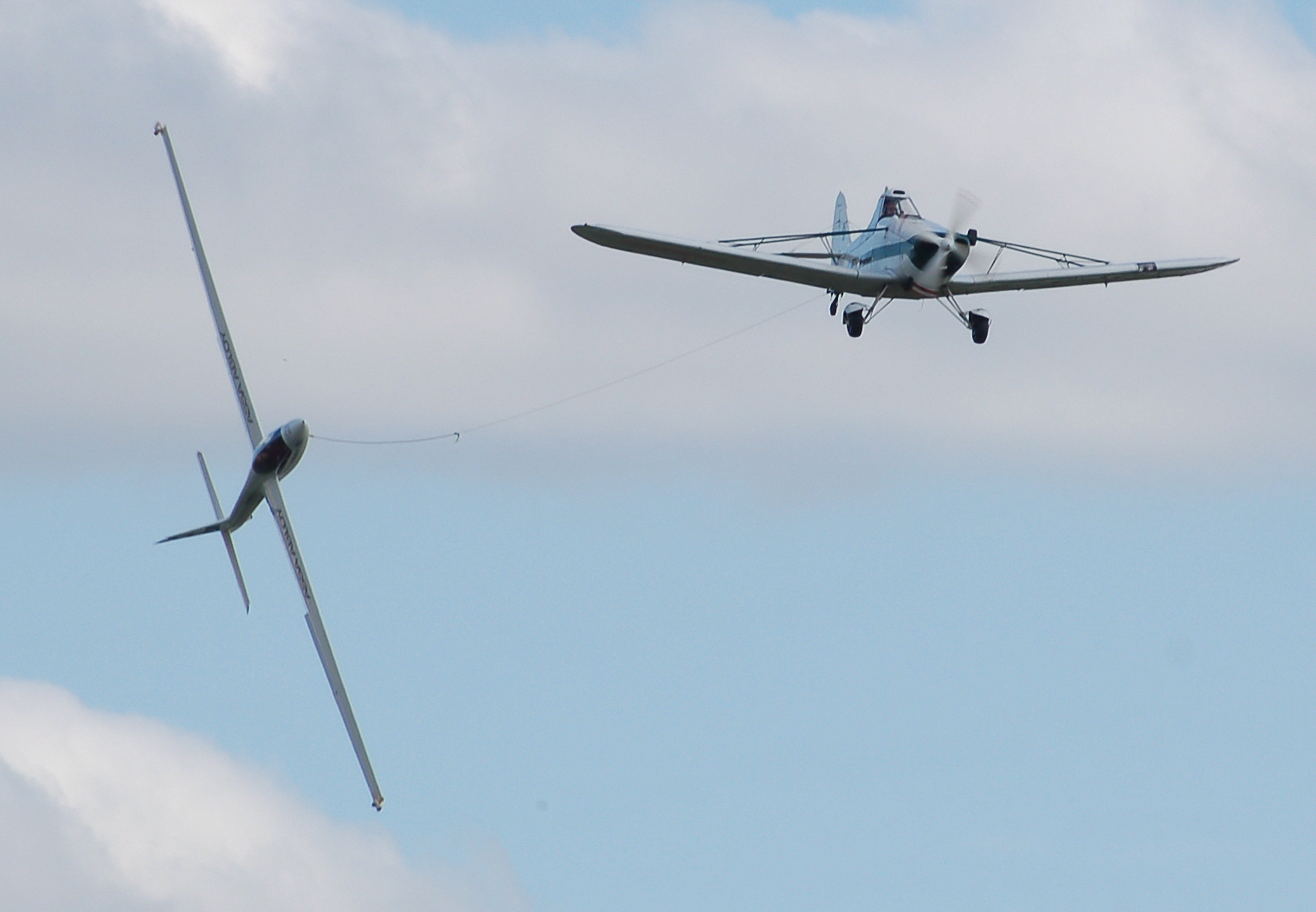
Szybowiec S-1 Swift

Zakłady Lotnicze Margański & Mysłowski S.A. to jeden z polskich producentów szybowców. Przedsiębiorstwo zostało założone w Bielsku-Białej przez Edwarda Margańskiego w 1986 roku pod nazwą Zakład Remontów i Produkcji Sprzętu Lotniczego. Obecnie firma produkuje szybowce akrobacyjne 
MDM-1 Fox oraz czteromiejscowy kompozytowy dwusilnikowy samolot dyspozycyjny EM-11C Orka.

## Konstrukcje własne
- S-1 Swift – szybowiec akrobacyjny
- MDM-1 Fox – szybowiec akrobacyjny
- EM-10 Bielik – odrzutowy samolot do szkolenia pilotów myśliwców
- EM-11 Orka – samolot dyspozycyjny